# Osioł Buridana

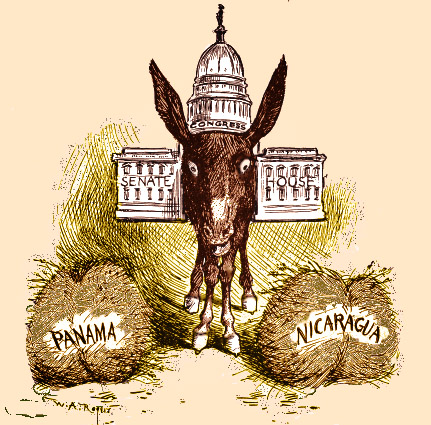
Komiks polityczny z 1900 roku, przedstawiający Kapitol Stanów Zjednoczonych jako osła Buridana (wersja z dwoma stogami siana), wahającego się między kanałem panamskim a kanałem nikaraguańskim.

Osioł Buridana jest alegorią paradoksu w filozofii w ujęciu wolnej woli. Autorstwo tej ilustracji błędnie przypisuje się francuskiemu filozofowi Janowi Buridanowi.
Nawiązuje do hipotetycznej sytuacji, w której jednakowo głodny i spragniony osioł stoi dokładnie pomiędzy stogiem siana a wiadrem wody. Nie mogąc dokonać racjonalnego wyboru między jednym a drugim, umiera. Paradoks zakłada, że postawiony przed takim wyborem osioł wybierze to, co jest bliżej. W sytuacji, gdy oba są w takiej samej odległości, osioł jest niezdolny do podjęcia decyzji. Inna wersja mówi o ośle stojącym pomiędzy dwoma stogami siana.